# Футбол на летней Универсиаде 2015
Соревнования по футболу на XXVIII летней Универсиаде в Кванджу прошли с 2 по 13 июля 2015 года. Были разыграны 2 комплекта наград. В соревнованиях приняли участие 31 команда (16 у мужчин и 15 у женщин).

## Результаты

### Таблица медалей
| Место | Страна           | Золото | Серебро | Бронза | Всего |
| ----- | ---------------- | ------ | ------- | ------ | ----- |
| 1     | Италия           | 1      | 0       | 0      | 1     |
| 1     | Франция          | 1      | 0       | 0      | 1     |
| 2     | Республика Корея | 0      | 1       | 0      | 1     |
| 2     | Россия           | 0      | 1       | 0      | 1     |
| 3     | Япония           | 0      | 0       | 2      | 2     |
| Всего | Всего            | 2      | 2       | 2      | 6     |

## Участники

### Мужчины
| Группа А    | Группа В | Группа С | Группа D |
| ----------- | -------- | -------- | -------- |
| Италия      | Мексика  | Бразилия | Ирландия |
| Канада      | Украина  | Иран     | Китай    |
| Тайвань     | Франция  | Малайзия | Россия   |
| Южная Корея | ЮАР      | Япония   | Уругвай  |

### Женщины
| Группа А    | Группа В | Группа С | Группа D |
| ----------- | -------- | -------- | -------- |
| Ирландия    | Колумбия | Бразилия | Канада   |
| Тайвань     | Мексика  | Китай    | США      |
| Чехия       | Россия   | Польша   | Франция  |
| Южная Корея | Япония   |          | ЮАР      |